# Zeta Sagittae
Désignations
Zeta Sagittae (ζ Sge) est un système d'étoiles triple de la constellation boréale de la Flèche. Il est visible à l'œil nu, ayant une magnitude apparente combinée de +5,00. Le système présente une parallaxe annuelle de 12,79 mas mesurée par le satellite Hipparcos, ce qui permet d'en déduire qu'il est situé à approximativement ∼ 260 a.l. (∼ 79,7 pc) de la Terre. Il se rapproche du Système solaire à une vitesse radiale d'environ −17 km/s.

## Description
Le système de Zeta Sagittae est dominé par un sous-système interne qui forme une binaire visuelle dont les deux composantes, désignées Zeta Sagittae A et B, sont deux étoiles blanches de la séquence principale. Elles complètent une orbite avec une période d'environ 8 490 jours (23,2 ans), un demi-grand axe de 0,136 seconde d'arc et avec une forte excentricité de 0,79. La composante primaire, Zeta Sagittae A, brille à une magnitude visuelle de 5,64. C'est une étoile blanche de la séquence principale de type spectral A3 Vnn, avec la notation « nn » qui indique que son spectre présente des raies d'absorption très « nébuleuses » en raison de sa rotation rapide. Elle tourne en effet sur elle-même à une vitesse de rotation projetée de 240 km/s. Cela donne à l'étoile une forme aplatie avec un rayon équatorial qu'on estime être 14 % plus grand que le rayon polaire.
Son compagnon, Zeta Sagittae B, est une étoile de magnitude 6,04. La troisième étoile du système, Zeta Sagittae C, est une étoile de magnitude 9,01 qui est plus distante, située à une distance angulaire de 8,330 secondes d'arc des deux autres.

## Nomenclature
ζ Sagittae, latinisé Zeta Sagittae, est la désignation de Bayer de l'étoile. Elle porte également la désignation de Flamsteed de 8 Sagittae.
En astronomie chinoise traditionnelle, ζ Sagittae fait partie de l'astérisme de Zuoqi (en chinois 左旗, transcrit Zuǒ Qí), soit le « Drapeau Gauche ». Il comprend, outre cette étoile, α Sagittae, β Sagittae, δ Sagittae, γ Sagittae, 13 Sagittae, 11 Sagittae, 14 Sagittae et ρ Aquilae.